# Robert Cohen (Boxer)
Robert Cohen (* 15. November 1930 in Bône, Algerien; † 2. März 2022 in Brüssel, Belgien) war ein französischer Boxer. Er war Weltmeister der Profiboxer im Bantamgewicht.

## Werdegang
Amateurlaufbahn
Robert Cohen stammte aus der jüdischen Gemeinde in Algerien. Sein Vater betrieb in Bône ein Friseurgeschäft und in Bône begann der junge Robert Cohen auch mit dem Boxen. Er besaß die französische Staatsbürgerschaft und startete 1950 und 1951 bei den französischen Meisterschaften der Amateurboxer im Fliegen- bzw. Bantamgewicht. Beide Male musste er im Finale Punktniederlagen einstecken, 1950 von Dumesnil und 1951 von Perez.
Profilaufbahn
Mitte des Jahres 1951 trat Robert Cohen zu den Profiboxern über. Sein Domizil war Paris und sein Manager Gaston-Charles Raymond. Seinen ersten Kampf als Berufsboxer bestritt er am 12. September 1951 in Paris, den er durch techn. K. o. in der 2. Runde über Leon Gauche gewann. In den Folgemonaten wurde Robert Cohen sehr sorgfältig aufgebaut. Er bestritt monatlich meist zwei Kämpfe und musste am 2. Dezember 1951 in Paris von dem weitaus erfahreneren Robert Meunier eine Punktniederlage hinnehmen. Diese Niederlage blieb seine einzige bis zum 11. Dezember 1955. In diesen vier Jahren bestritt Robert Cohen 33 Kämpfe, von denen er 30 gewann und in dreien unentschieden boxte.
Am 15. Mai 1952 gewann Robert Cohen die Revanchebegegnung gegen Robert Meunier, den er im Salle Wagram zu Paris nach Punkten besiegte. Am 19. Januar 1953 gelang ihm in Paris ein Sieg über den zu den besten europäischen Bantamgewichtlern gehörenden Landsmann Maurice Sandeyron und am 23. Februar 1953 kämpfte er in Paris gegen Europameister Jean Sneyers aus Belgien in einem Nichttitelkampf unentschieden. Französischer Meister im Bantamgewicht wurde Robert Cohen am 6. November 1953 im Palais des Sports zu Paris, als er Maurice Sandeyron nach 15 Runden erneut nach Punkten schlagen konnte. Am 14. Dezember 1953 gelang ihm dann in Manchester ein Punktsieg über den Südafrikaner Jake Tuli, einen der weltbesten Bantamgewichtler.
Am 27. Februar 1954 gewann Robert Cohen in Belfast über den Iren John Kelly im Kampf um die Europameisterschaft im Bantamgewicht durch K. o. in der 3. Runde und war damit neuer Europameister.
Am 15. Mai 1954 traf Robert Cohen in Tunis erstmals auf den taubstummen italienischen Meister Mario D’Agata. Er gewann diesen Kampf nach 10 Runden nach Punkten und stand nach diesem Kampf in der Weltrangliste der Bantamgewichtler auf Platz 1. Am 19. September 1954 fand dann in Bangkok vor 60.000 Zuschauern (!) der Kampf um den vakanten Weltmeistertitel im Bantamgewicht zwischen Robert Cohen und dem Einheimischen Chamroen Songkitrat statt. Beide Kämpfer lieferten sich einen harten und ausgeglichenen Kampf. Zwei Punktrichter, Ted Waldham und der US-amerikanische Box-Papst Nat Fleischer entschieden sich für Cohen, der thailändische Punktrichter sah Songkitrat als Punktsieger. Neuer Weltmeister war damit Robert Cohen. Nat Fleischer bezeichnete ihn nach dem Kampf als „Bündel Dynamit“.
Im Frühjahr 1955 erlitt Robert Cohen bei einem schweren Autounfall einen doppelten Kieferbruch und musste daraufhin mehrere Monate pausieren. Gesundheitlich wieder hergestellt verteidigte er am 3. September 1955 in Johannesburg seinen WM-Titel gegen Willie Toweel durch einen klaren Punktsieg. Eine böse Überraschung erlebte er dann am 11. Dezember 1955 in einem Nichttitelkampf in Paris, als er im Federgewicht gegen seinen ebenfalls aus Nordafrika stammenden französischen Landsmann Cherif Hamia in der 7. Runde wegen Verteidigungsunfähigkeit gegen seinen Protest aus dem Ring genommen wurde. In der 2. und in der 7. Runde war er in diesem Kampf zweimal am Boden gewesen.
Am 29. Juni 1956 verteidigte Robert Cohen in Rom seinen WM-Titel gegen Mario D'Agata. D'Agata erwies sich in diesem Kampf als der stärkere von beiden und gewann diesen Kampf durch techn. K. o. in der 7. Runde, nachdem er in der 6. Runde zwei Niederschläge erzielt hatte.
Leben nach der Boxerlaufbahn
Nach dem Verlust des WM-Titels trat Robert Cohen vom Boxen zurück. Er ging nach Elisabethville im damaligen Belgisch Kongo, wo sein Schwiegervater eine Textilfabrik besaß. Er wollte sich im Betrieb seines Schwiegervaters eine neue Existenz aufbauen. Infolge der aber schon bald in Belgisch Kongo auftretenden politischen Wirren, ging er mit seiner Familie nach Südafrika. Er bestritt am 13. Juli 1959 in Ndola, Sambia, sogar noch einen Profikampf, den er gegen den Südafrikaner Peter Lock nach Punkten verlor. Später siedelte Robert Cohen nach Brüssel über, wo er sich als Gastronom betätigte. Robert Cohen wurde auch in die „International Jewish Hall of Fame“ aufgenommen.